# Paul Anrieu
Paul Anrieu, nom de scène de Paul Vancoppenolle, est un comédien, metteur en scène et animateur belge né le 4 juin 1930 à Uccle et mort le 26 septembre 2018 à Watermael-Boitsfort, à l'âge de 88 ans.

## Biographie
Ce fils d’un employé d’assurances a suivi les cours de philologie romane à l’Université libre de Bruxelles et joué au Jeune théâtre de l’ULB dirigé par Henri Billen. Son diplôme obtenu, il a débuté comme comédien au Rideau de Bruxelles puis est entré au Théâtre royal des Galeries tout en prenant des cours privés avec Julien Bertheau.
Il est devenu metteur en scène en 1953 en présentant Roméo et Juliette de Shakespeare, avec Marcelle Dambremont et Raoul de Manez dans les rôles titres, au château de Beersel. Créateur en Belgique de En attendant Godot avec Paul Roland et Pierre Laroche, il fait entrer Bertolt Brecht au Théâtre des Galeries en 1957, bousculant ainsi les habitudes des abonnés.
Il a participé à l’aventure des Quatre Fils Aymon de Maurice Béjart ; il a joué au cinéma (comme dans Mortelle Randonnée de Claude Miller) et à la télévision (série Les Galapiats).
Également collaborateur actif à la Radio-Télévision belge, il a été avec Raymond Ravar l’un des fondateurs de l’INSAS en 1962.
Il a été directeur du Centre dramatique de Wallonie ; il a fondé le Théâtre expérimental de la Cambre et la Maison de la Parole, un organisme de défense de l’oralité à travers ateliers et stages.
Paul Anrieu était un ami du peintre Paul Delvaux.

## Filmographie
- 1959 : L'Affaire Courtois, téléfilm de Louis Boxus
- 1970 : Les Galapiats, mini-série de Pierre Gaspard-Huit : le pompiste
- 1979 : Le Pull-over rouge de Michel Drach
- 1982 et 1985 : Messieurs les jurés, série : le président
- 1983 : Mortelle randonnée de Claude Miller
- 1991 : Eline Vere de Harry Kümel :
- 1996 : Les Steenfort, maîtres de l'orge de Jean-Daniel Verhaeghe : Chevalier père

## Distinctions
- Prix triennal de Littérature dramatique avec La Nouvelle Eurydice de Gérard Prévot